# Стивенс, Исаак
Исак Ингаллс Стивенс (англ. Isaac Ingalls Stevens; 25 марта 1818 — 1 сентября 1862) — первый губернатор территории Вашингтон, конгрессмен и бригадный генерал федеральной армии во время Гражданской войны в США. Погиб в сражении при Шантильи.
Его имя носит живописное озеро и, построенный на его берегу, город в штате Вашингтон в бассейне реки Пилчак.

## Ранние годы
Стивенс родился и вырос в Массачусетсе, и в 1835 году поступил в военную академию Вест-Пойнт. Он окончил её первым по успеваемости в выпуске 1839 года и был определен в инженерный корпус в звании второго лейтенанта. В 1839—1841 годах он участвовал в конструировании форта Адамс в гавани Ньюпорта. 1 июля 1840 года получил звание первого лейтенанта.
Во время Мексиканской войны он служил адъютантом в инженерном корпусе, и участвовал в осаде Веракруса, и в сражении при Серро-Гордо. Когда армия Скотта вошла в долину Мехико, Стивенс вместе с капитаном Робертом Ли вёл разведку мексиканских укреплений на высоте Пеньон. По итогам разведки Скотт решил не атаковать Пеньон, а идти в обход к Сан-Антонио. Этот город так же был укреплён, и Скотт послал дивизию Твиггса в обход через лавовое поле. Стивенс сопровождал дивизию и, когда она после сражения при Контрерас вышла во фланг мексиканцев у Сан-Антонио, он руководил разведкой, для чего поднимался на колокольню церкви Койоакана. Его донесение, по его собственному признанию, оказалось поспешным и неточным. Оно заставило скотта поверить в то, что армия противника в беспорядке отступает, и он приказал немедленно начать преследование, что привело к сражению при Чурубуско, где армия встретила мексиканцев на неожиданно сильной позиции.  20 августа 1847 года получил временное звание капитана за Контрерас и Чурубуско. 
Вечером 11 сентября генерал Скотт собрал военный совет, чтобы решить, с какого направления выгоднее атаковать Мехико. От инженеров на совете присутствовали капитан Ли, лейтенанты Борегар, Тауэр и Стивенс. Каждый из них сообщил о своих наблюдениях и все (кроме Борегара) высказались за атаку Мехико с юга. Скотт, однако, принял точку зрения Борегара и решил атаковать замок Чапультепек. 
После взятия замка Чапультепек бригада генерала Кадвалладера начала выдвижение к воротам Мехико (воротам Косме). Кадвалладер послал вперёд вольтижерский полк, а Стивенс вёл разведку пути наступления. В этот момент он получил тяжёлое ранение. После его ранения главным инженером на поле боя остался лейтенант Густавус Смит. 13 сентября Стивенс получил временное звание майора за храбрость и отличие в сражении при Чапультепек. В 1851 году Стивенс написал книгу: Campaigns of the Rio Grande and Mexico, with Notices of the Recent Work of Major Ripley. После Гражданской войны Стивенс занимался конструированием фортов, в том числе участвовал в строительстве форта Пуласки.

## Губернатор территории Вашингтон
На президентских выборах 1852 года Стивенс активно поддерживал кандидатуру Франклина Пирса, с которым служил в Мексике, за что 17 марта 1853 года он получил должность губернатора территории Вашингтон, которая была только что сформирована. В это же время правительство нуждалось в карте северных территорий, рассчитывая построить железную дорогу к Тихому океану и тем самым получить удобный доступ к азиатским рынкам. Тендер выиграл Стивенс, поскольку имел опыт инженера и, вероятно, ввиду содействия Пирса и военного секретаря Джефферсона Дэвиса. В 1853 году Стивенс с небольшим отрядом пересёк прерии и там встретил отряд Джорджа Макклеллана, который исследовал регион реки Спокан. В ноябре Стивенс прибыл в Олимпию и принял пост губернатора. По результатам экспедиции Стивенс издал книгу Report of Explorations for a Route for the Pacific Railroad near the 47th and 49th Parallels of North Latitude, from St. Paul, Minnesota, to Puget Sound, (commissioned and published by the United States Congress) (2 vols., Washington, 1855–1860).
Как губернатор Стивенс вызывал много критики в своё время, и ещё больше критики в работах последующих историков, в основном за принуждение местных индейских племён к договорам, которые лишали их значительной части земли и прав. Таковыми договорами являлись:
- Договор при Медишен-Крик[англ.]
- Договор при Хэллгейт[англ.]
- Договор при Нэ-Бэй
- Договор при Пойнт-Эллиот[англ.]
- Договор Пойнт-Ноупойнт[англ.] (1855)
- Договор при Кинолт[англ.]

Стивенс так же начал трудную зимнюю кампанию против племени Якама (вождь Камиакин). Эта кампания, как и казнь Леши, вождя племени Нисквалли, вызвала многочисленные просьбы в адрес президента о смещении Стивенса. Главными противниками Стивенса стали судья Эдвард Ландер и влиятельный гражданин Эзра Микер. Микера Стивенс проигнорировал, а Ландера арестовал. Пирс не стал снимать Стивенса с должности, но всё же сообщил ему о своём несогласии с его политикой. Оппозицию в итоге удалось успокоить.
Эти дискуссии сделали Стивенса достаточно популярным, и он был выбран делегатом от территории Вашингтон на Конгресс 1857 - 1858 годов. Решение проблем с индейцами было отдано другим лицам. Стивенса часто считают причиной многих последующих конфликтов в Вашингтоне и Айдахо, таких как Война не-персе.

## Гражданская война
Когда началась гражданская война Стивенс вернулся в армию и 30 июля 1861 года стал полковником добровольческой армии США и возглавил 79-й Нью-Йоркский пехотный полк («Cameron Highlanders»). 28 сентября ему присвоили звание бригадного генерала добровольческой армии и он возглавил бригаду из пяти полков:
- 6-й Мэнский пехотный полк, полковник Эбнер Ноулс
- 7-й Мэнский пехотный полк, полковник Томас Маршалл
- 33-й Нью-Йоркский пехотный полк, полковник Роберт Тейлор
- 49-й Нью-Йоркский пехотный полк, полковник Дениель Бидуэлл
- 79-й Нью-Йоркский пехотный полк

В ноябре его бригада участвовала в сражении при Порт-Рояль. Во время экспедиции генерал-майор Дэвида Хантера в Южную Каролину Стивенс командовал второй бригадой, а во время сражения при Сесешнвилл командовал 2-й дивизией, бригадами Фентона и Лейже.
4 июля 1862 года Стивенс получил звание генерал-майора добровольческой армии США.
В начале Северовирджинской кампании дивизия Стивенса была переведена в IX корпус Потомакской армии и участвовала во втором сражении при Булл-Ран. С 8 августа её бригадами командовали Бенжамин Крайст и Томас Уэлч. 
Через несколько дней дивизия участвовала в сражении при Шантильи. Во время сражения он лично взял знамя своего бывшего 79-го Нью-Йоркского полка и со словами: «Горцы, мои горцы, следуйте за своим генералом!» повёл их в атаку. Он получил пулевое ранение в висок и погиб на месте.
Дивизию Стивенса передали генералу Орландо Уилкоксу.